# رزیدنت ایول: شهر مردگان
رزیدنت اویل: شهر مردگان (به انگلیسی: Resident Evil: City of the Dead) عنوان سومین قسمت از سری رمان‌های رزیدنت اویل نوشته اس.دی. پری است که در سال ۱۹۹۹ منتشر شد. داستان این رمان در رابطه با بازی رزیدنت ایول ۲ است. لیان اس کندی و کلر ردفیلد از شخصیت‌های اصلی این کتاب هستند.